# FIBA European Champions Cup 1981-1982
La Coppa dei Campioni 1981-1982 di pallacanestro maschile venne vinta dalla Squibb Cantù.
Hanno preso parte alla competizione 24 squadre. Le squadre vennero divise in sei gruppi, con gare di andate e ritorno (e somma dei punti): al termine la prima classificata veniva promossa al turno successivo, con un'ulteriore fase a gruppi valevole per la qualificazioni alla finale, cui accedevano le prime due classificate. La finale è stata organizzata a Colonia.

## Risultati

### Primo turno

#### Gruppo A
|    | Squadra                | G | V | P | PF  | PS  | Dif  | P.ti |
| -- | ---------------------- | - | - | - | --- | --- | ---- | ---- |
| 1. | Maccabi Elite Tel-Aviv | 6 | 6 | 0 | 632 | 512 | +120 | 12   |
| 2. | ToPo Helsinki          | 6 | 3 | 3 | 529 | 587 | -58  | 9    |
| 3. | Steaua Bucarest        | 6 | 2 | 4 | 501 | 532 | -31  | 8    |
| 4. | Saturn Colonia         | 6 | 1 | 5 | 506 | 537 | -31  | 7    |

#### Gruppo B
|    | Squadra          | G | V | P | PF  | PS  | Dif | P.ti |
| -- | ---------------- | - | - | - | --- | --- | --- | ---- |
| 1. | Squibb Cantù     | 4 | 4 | 0 | 359 | 306 | +53 | 8    |
| 2. | Union Vienna     | 4 | 2 | 2 | 328 | 337 | -9  | 6    |
| 3. | Partizani Tirana | 4 | 0 | 4 | 312 | 356 | -44 | 4    |
| 4. | Sporting CP      | 0 | 0 | 0 | 0   | 0   | 09  | 0    |

#### Gruppo C
|    | Squadra           | G | V | P | PF  | PS  | Dif | P.ti |
| -- | ----------------- | - | - | - | --- | --- | --- | ---- |
| 1. | Partizan Belgrado | 4 | 3 | 1 | 350 | 341 | +9  | 7    |
| 2. | Slavia VŠ Praga   | 4 | 2 | 2 | 328 | 336 | -8  | 6    |
| 3. | Eczacıbaşı        | 4 | 1 | 3 | 347 | 348 | -1  | 5    |
| 4. | Zamalek           | 0 | 0 | 0 | 0   | 0   | 09  | 0    |

#### Gruppo D
|    | Squadra             | G | V | P | PF  | PS  | Dif  | P.ti |
| -- | ------------------- | - | - | - | --- | --- | ---- | ---- |
| 1. | Nashua EBBC         | 6 | 6 | 0 | 635 | 456 | +179 | 12   |
| 2. | Sunair Ostenda      | 6 | 4 | 2 | 552 | 502 | +50  | 10   |
| 3. | Sunblest Sunderland | 6 | 2 | 4 | 546 | 523 | +23  | 8    |
| 4. | Amicale Steesel     | 6 | 0 | 6 | 376 | 628 | -252 | 6    |

#### Gruppo E
|    | Squadra                 | G | V | P | PF  | PS  | Dif  | P.ti |
| -- | ----------------------- | - | - | - | --- | --- | ---- | ---- |
| 1. | Barcellona              | 6 | 5 | 1 | 660 | 544 | +116 | 11   |
| 2. | ASVEL Lyon-Villeurbanne | 6 | 5 | 1 | 559 | 525 | +34  | 11   |
| 3. | Honvéd                  | 6 | 1 | 5 | 529 | 605 | -76  | 7    |
| 4. | Murray Edimburgo        | 6 | 1 | 5 | 474 | 548 | -74  | 7    |

#### Gruppo F
|    | Squadra              | G | V | P | PF  | PS  | Dif | P.ti |
| -- | -------------------- | - | - | - | --- | --- | --- | ---- |
| 1. | Panathinaikos Atene  | 4 | 3 | 1 | 354 | 333 | +21 | 7    |
| 2. | CSKA Mosca           | 4 | 3 | 1 | 362 | 314 | +48 | 7    |
| 3. | Levski-Spartak Sofia | 4 | 0 | 4 | 314 | 383 | -69 | 4    |
| 4. | Al Ittihad Aleppo    | 0 | 0 | 0 | 0   | 0   | 09  | 0    |

### Semifinali
|    | Squadra                | G  | V | P | PF  | PS  | Dif  | P.ti |
| -- | ---------------------- | -- | - | - | --- | --- | ---- | ---- |
| 1. | Maccabi Elite Tel-Aviv | 10 | 9 | 1 | 953 | 907 | +46  | 19   |
| 2. | Squibb Cantù           | 10 | 7 | 3 | 939 | 816 | +123 | 17   |
| 3. | Partizan Belgrado      | 10 | 6 | 4 | 954 | 910 | +44  | 16   |
| 4. | Barcellona             | 10 | 5 | 5 | 968 | 931 | -37  | 15   |
| 5. | Nashua EBBC            | 10 | 2 | 8 | 854 | 957 | +103 | 12   |
| 6. | Panathinaikos Atene    | 10 | 1 | 9 | 831 | 978 | -147 | 11   |

|  | Qualificate alle semifinali |
|  | Eliminata                   |

### Finale
| Squadra 1              | Risultato | Squadra 2    |
| ---------------------- | --------- | ------------ |
| Maccabi Elite Tea Aviv | 80-86     | Squibb Cantù |

| Coppa dei Campioni 1981-1982 |
| ---------------------------- |
| Squibb Cantù 1º titolo       |

## Formazione vincitrice
| N° | Naz.                   | Ruolo | Sportivo            |  | Alt. |  |
| -- | ---------------------- | ----- | ------------------- |  | ---- |  |
| 4  | Italia (bandiera)      | A     | Denis Innocentin    |  |      |  |
| 5  | Italia (bandiera)      | AC    | Fausto Bargna       |  |      |  |
| 6  | Italia (bandiera)      | P     | Giorgio Cattini     |  |      |  |
| 8  | Stati Uniti (bandiera) | AG    | Bruce Flowers       |  |      |  |
| 9  | Italia (bandiera)      | A     | Maurizio Maspero    |  |      |  |
| 10 | Italia (bandiera)      | P     | Umberto Cappelletti |  |      |  |
| 11 | Italia (bandiera)      | A     | Beppe Bosa          |  |      |  |
| 12 | Italia (bandiera)      | GA    | Antonello Riva      |  |      |  |
| 14 | Italia (bandiera)      | P     | Pierluigi Marzorati |  |      |  |
| 15 | Stati Uniti (bandiera) | C     | C.J. Kupec          |  |      |  |
| 18 | Italia (bandiera)      | A     | Renzo Bariviera     |  |      |  |
|    | Italia (bandiera)      | C     | Eugenio Masolo      |  |      |  |
|    | Italia (bandiera)      | C     | Antonio Sala        |  |      |  |
|    | Italia (bandiera)      |       | Valerio Fumagalli   |  |      |  |
|    | Italia (bandiera)      | All.  | Valerio Bianchini   |  |      |  |